# Істочно-Сараєво (регіон)
Істочно-Сараєво (серб. Регија Источно Сарајево) — один з 6-ти регіонів в Республіці Сербській, що входить до складу Боснії і Герцеговини.

## Географія
Регіон Істочно-Сараєво розташований на сході країни. Адміністративним центром регіону є місто Східне Сараєво.
Регіон складається з 14 громад (серб. општина), у тому числі 6 громад-муніципалітетів міста Східне Сараєво:
- Громади міста Східне Сараєво (серб. општина града Источног Сарајева)
  - Істочні-Старі-Град (серб. Источни Стари Град),
  - Істочно-Ново-Сараєво або Лукавиця (серб. Источно Ново Сарајево),
  - Істочна-Іліджа (серб. Источна Илиџа),
  - Трново — м. Трново,
  - Пале — м. Пале,
  - Соколац — м. Соколац,
- Громада Рогатиця — м. Рогатиця,
- Громада Хан-Песак — м. Хан-Песак (серб. Хан Пијесак)
- Громада Вишеград — м. Вишеград,
- Громада Ново-Горажде — с. Устіпрача,
- Громада Рудо — м. Рудо,
- Громада Калиновик — м. Калиновик,
- Громада Фоча — м. Фоча — входить до субрегіону Фоча
- Громада Чайниче — м. Чайниче (серб. Чајниче) — входить до субрегіону Фоча.

Окрім цього, виділяють Сараєвско-Зворникський регіон (серб. Сарајевско-зворничка регија), до якого відносять також ряд громад регіону Бієліна, а саме всі 7 громад субрегіону Зворник, і 11 громад регіону Істочно-Сараєво (Істочні-Старі-Град, Істочно-Ново-Сараєво, Істочна-Іліджа, Трново, Пале, Соколац, Рогатиця, Хан-Песак, Вишеград, Ново-Горажде, Рудо).